# Людвіг Персіус
Людвіг Персіус (нім. Ludwig Persius; 15 лютого 1803, Потсдам — 12 липня 1845, Потсдам) — прусський архітектор, учень Карла Фрідріха Шинкеля.
Персіус був асистентом у Шинкеля при зведенні палацу Шарлоттенгоф і Римських купалень в парку Сансусі в Потсдамі. Він також брав участь у створенні «Великого фонтану», Фріденскірге, Оранжерейного палацу і оглядової вежі на горі Руїненберг навпроти палацу СанСусі.

## Життєпис
Людвіг Персиус відвідував школу та гімназію в Потсдамі. У 1817—1819 роках він працював помічником інспектора будівельного Готтхільфа Хеккера і був членом професійного об'єднання теслярів. У 1819 році він поступив вчитися на землеміра в Берлінську архітектурну академію і в березні 1821 року склав іспит на землеміра. Починаючи з 1821 року Персіус працював в Потсдамі контролером на будівництві, в тому числі під керівництвом Карла Фрідріха Шинкеля на будівництві палацу і церкви в маєтку графа Потоцьких поблизу Кракова. У 1824 році вступив в союз архітекторів. Як виконавчий архітектор працював у Шинкеля в Глініке. У 1826 році Людвіг Персіус склав іспит на архітектора в берлінській архітектурної академії і отримав посаду будівельного контролера в Шарлоттенгофі.
У 1829 році Персіус був призначений будівельним інспектором при королівському уряді в Потсдамі. У 1833 році отримав перше самостійне замовлення на переобладнання декоративних млинів поблизу Римських купалень під житловий будинок для садівника Хандмана. У 1834 році Людвіг Персіус став королівським придворним будівельним інспектором.
У 1840 році Персіус вирушив у поїздку по Рейну і відвідав Гайдельберг і Бахарах, а також замок Штольценфельс і фортецю Еренбрайтштайн. У 1841 році подався у Париж, побувавши по дорозі в Мюнхені, Страсбурзі, Андернаху, Ремагені, Бад-Годесберзі і Кельні. У 1842 році відбулася ще одна поїздка Персіуса, в ході якої він відвідав монастир Ленін, Корін, Галле та Ерфурт.
У 1841 році Фрідріх-Вільгельм IV призначив Персіуса придворним архітектором. У 1842 році Персіус став радником з питань будівництва. В 1843—1844 роках працював у Бад-Мускау за замовленням князя Германа фон Пюклера-Мускау.
У 1843 році Персіус знову вирушив подорожувати по Рейну і відвідав Бінген, Бад-Годесберг та Трір. У 1844 році вирушив до Бад-Мускау і Голландію. В 1845 році побував в Італії, проїхавши через Нім, Марсель, Геную, Рим, Неаполь, Віченцу, Падую, Венецію та Флоренцію.
В останні роки Людвіг Персіус працював над палацом Бабельсберг в Потсдамі. 
12 липня 1845 року Людвіг Персіус помер і був похований на Борнштедтському кладовищі в Потсдамі.